# Descobriments portuguesos

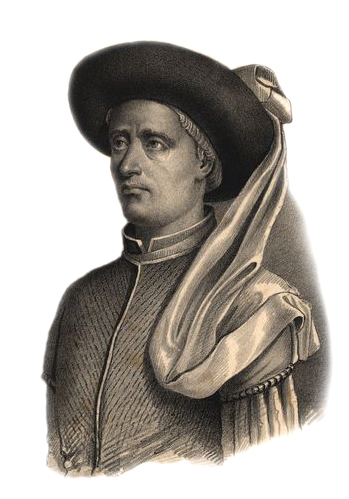
Enric el Navegant.

Els descobriments portuguesos foren una sèrie de viatges marítims i exploracions dutes a terme pels portuguesos entre 1415 i 1543. Els descobriments donaren com a resultat l'expansió de Portugal i foren una contribució essencial per a delinear el mapa del món, impulsats per la Reconquesta i la recerca de vies alternatives de comerç al mar Mediterrani. Amb aquests descobriments els portuguesos començaren l'era dels descobriments europeus que durà des del segle xv fins al XVII, i foren responsables d'importants avenços en tecnologia i ciències nàutiques, cartografia i astronomia, construint els primers vaixells capaços de navegar amb seguretat en aigües obertes per l'oceà Atlàntic.
Tot i que amb antecedents durant el regnat de Dionís I (1279) i en les expedicions a les illes Canàries de l'època d'Alfons IV, és a partir de la conquesta de Ceuta el 1415 —una plaça conquerida amb relativa facilitat, per una expedició organitzada per Juan I—, quan Portugal inicia el projecte nacional de la navegació oceànica sistemàtica.
Després de la Reconquesta, l'esperit de conquesta i cristianització dels pobles musulmans es manté. Els portuguesos es dirigiren després cap al nord d'Àfrica, d'on havien vingut els mouros que envaïren la península Ibèrica i s'hi establiren. Portugal no podia amagar el seu interès econòmic, ja que també era des del nord de l'Àfrica d'on arribaven les espècies, un gènere de gran valor degut a l'esforç per dur-les fins a Europa. Avançant progressivament a l'Atlàntic tot seguint la seva costa, passaren el Cap de Bona Esperança i entraren a l'oceà Índic impulsats per la demanda de rutes alternatives del comerç al Mediterrani. Arribaren a l'Índia el 1498, a la Xina el 1513 i al Japó el 1543. Simultàniament exploraren l'Atlàntic Sud i desembarcaren a les costes del Brasil el 1500.
Les expedicions es perllongaren durant diversos segles, des del regnat d'Enric el Navegant fins al de Joan III, quan l'Imperi Portuguès quedà establert (1557).

## Antecedents
Amb la Reconquesta finalitzada, Dionís I de Portugal s'interessà en el comerç exterior, organitzant les exportacions als països europeus. El 10 de maig de 1293 establí un fons d'assegurança marítima pels comerciants portuguesos que vivien al comtat de Flandes, que pagaven determinades quantitats en funció del tonatge, que revertien en el seu benefici si era necessari. Vi i fruits secs de l'Algarve es venien a Flandes i Anglaterra, la sal de les regions de Lisboa, Setúbal i Aveiro foren rendibles exportacions cap al nord d'Europa, així com el cuir i el Kermes, un tint escarlata. Els portuguesos importaven armadures i municions, roba lleugera i diversos productes de Flandes i Itàlia.
El 1317 Dionís I va fer un tracte amb el mariner i comerciant genovès Manuel Pessanha, nomenant-lo primer almirall de la flota reial amb privilegis comercials amb el seu país, a canvi de vint vaixells i les seves tripulacions, per tal de defensar les costes del seu país dels atacs de pirateria, assentant les bases per a la Marina portuguesa i per a l'establiment d'una comunitat de comerciants genovesos a Portugal. Obligats a reduir les seves activitats al mar Negre, els mercaders de la República de Gènova havien girat els ulls cap al comerç nord-africà de blat, oli d'oliva i or. Genovesos i florentins s'instal·laren a Portugal, que es beneficià de la iniciativa i l'experiència financera dels rivals de la República de Venècia.
Durant la segona meitat del segle xiv, els brots de pesta negra provocant un important despoblament: l'economia estava molt localitzada en unes poques ciutats i la migració del camp havia dut a l'abandonament de l'agricultura i l'augment de l'atur als pobles. Sols el mar oferia alternatives, amb la majoria de la població fixada a les zones costaneres de pesca i comerç.
Entre 1325 i 1357 Alfons IV concedí finançament públic per fomentar una flota comercial i ordenà les primeres exploracions marítimes, amb el suport de Gènova, sota el comandament de Manuel Pessanha. El 1341 les illes Canàries, ja conegudes pels genovesos, foren oficialment descobertes sota el patrocini del rei portuguès. La sev explotació fou concedida el 1338 als comerciants estrangers, però el 1344 Castella se les disputà, sent concedides al castellà Luis de la Cerda. L'any següent Alfons IV envià una carta al Papa Climent VI en què li comentava els viatges portuguesos a les Canàries i protestant per la concessió als castellans. En les reclamacions sobre la seva propietat va prevaldre la voluntat del rei de Castella sobre les illes, que fou qui les conquerí, establint en ella colons castellans.
El 1353 fou firmat un tractat comercial amb Anglaterra perquè els pescadors portuguesos poguessin pescar en les costes angleses, facilitant el camí pel futur Tractat de Windsor el 1386. El 1370 s'establí la Borsa d'Assegurances Marítimes i el 1387 hi ha notícies de l'establiment de mercaders de l'Algarve a Bruges. El 1395, Joan I promulgà una llei per tal de regular el comerç dels comerciants estrangers.

### Motivacions

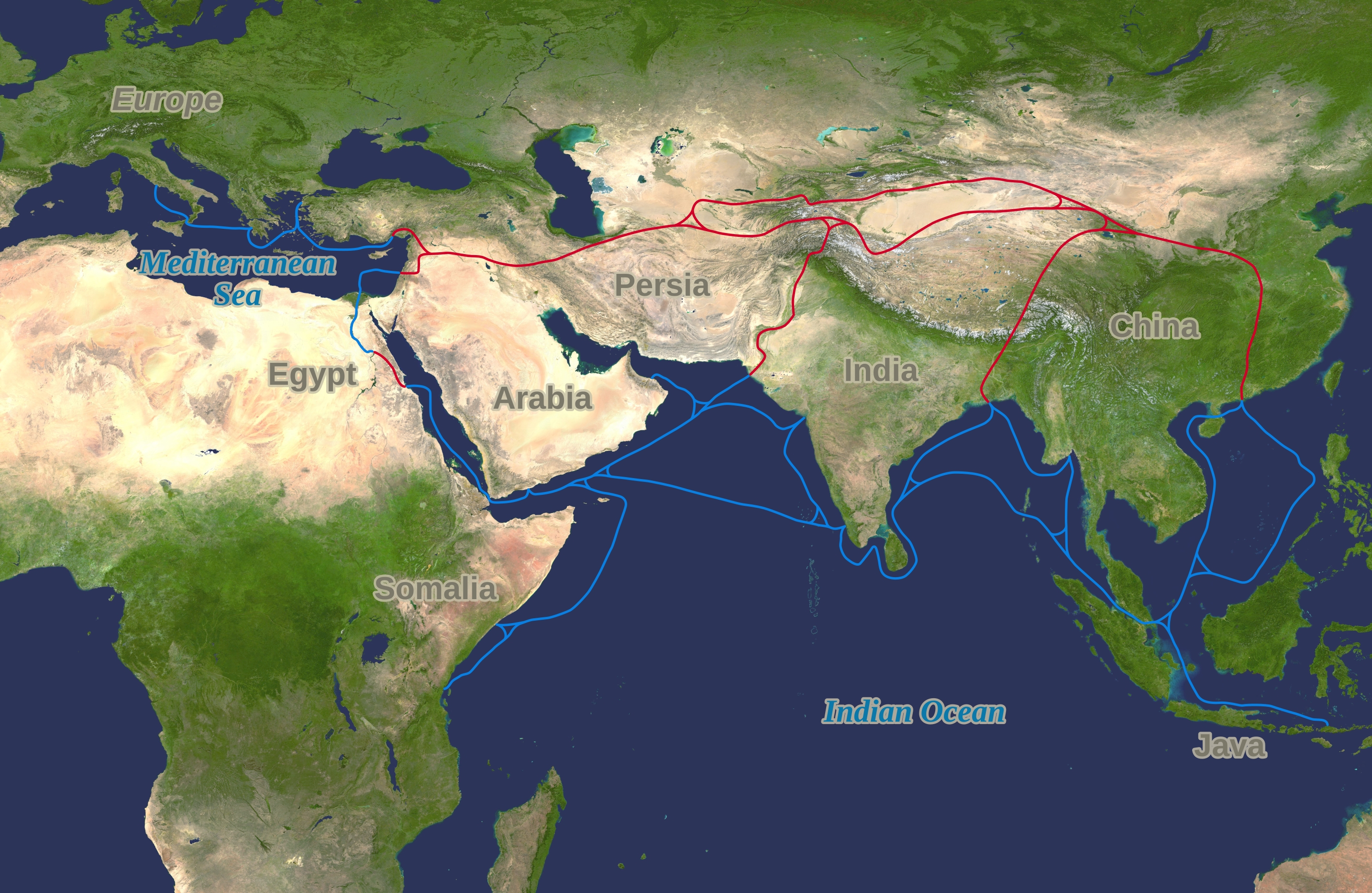
Les importants rutes comercials de la seda i les espècies, bloquejades per l'Imperi Otomà el 1453 amb la caiguda de Constantinoble, fou el que motivà la recerca d'una ruta marítima per l'oceà Atlàntic, vorejant Àfrica

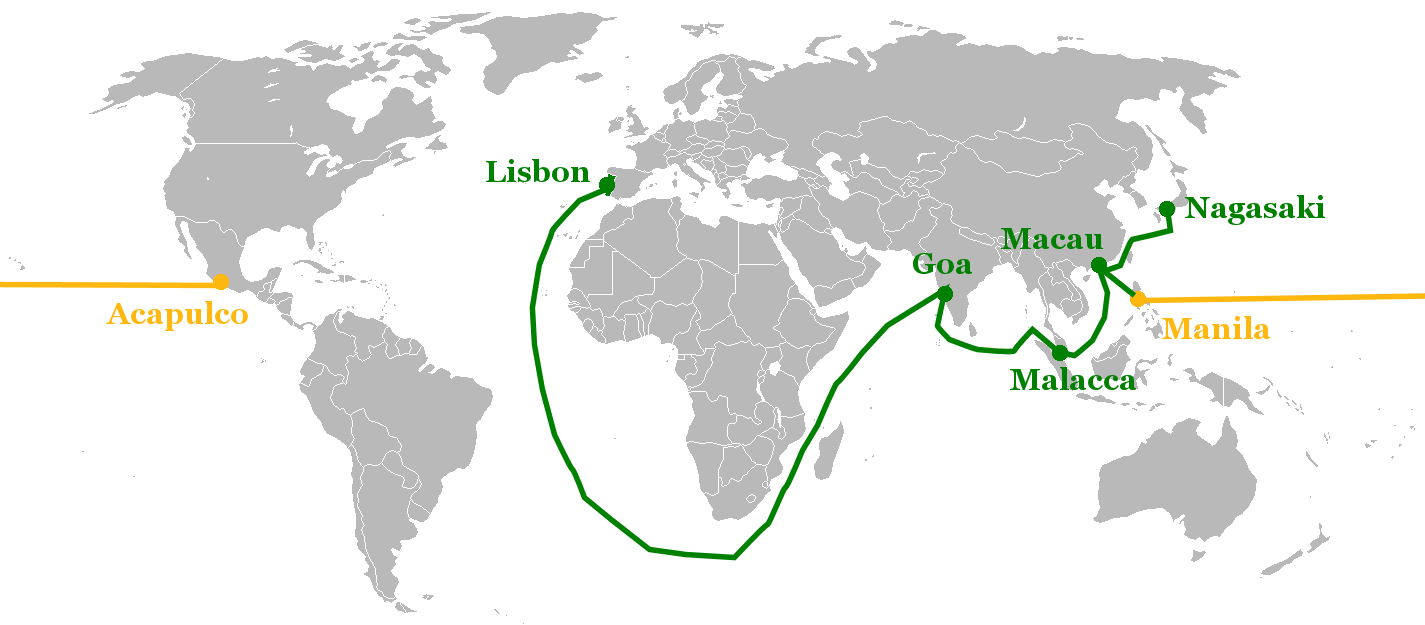
Mapa de les rutes comercials portugueses de Lisboa a Nagasaki (1580-1640)

Europa i en particular els regnes de la regió Occidental es trobaven aïllats i sense recursos per les creixents campanyes musulmanes de l'Imperi Otomà que intentava prendre el món cristià a través del Regne d'Hongria. D'aquesta manera, les motivacions per les empreses de descobrimients foren principalment, tot i que no les úniques, de caràcter econòmic: buscar l'accés directe a les fonts d'abastiment de blat, or i esclaus, i més tard a les espècies orientals.
A més de la necessitat d'assolir les fonts de béns escassos o cars a Europa, hi havia intenció política d'atacar o debilitar la rereguarda del gran poder islàmic, adversari de la cristiandat (és aquí on s'observa l'estratègia militar i diplomàtica unida l'esperit d'evangelització heretat de les Croades).

### Equipament
Fins al segle xv, els portuguesos practicaven una navegació de cabotatge, en què utilitzaven la barca i el barinel, embarcacions petites i fràgils que tenien un sol pal amb veles quadrangulars fixes. Aquests vaixells no aconseguien donar resposta a les dificultats que sorgien en l'avanç cap al sud, com els bancs sorrencs, vents i corrents marins adversos. Estan associats al preludi dels descobriments, els viatges a Madeira, Açores, Canàries i l'exploració del litoral africà fins almenys el banc d'Arguin, a l'actual Mauritània.
Amb tot, el vaixell que va marcar la primera fase dels descobriments portuguesos, en l'etapa atlàntica i africana va ser la caravel·la. Era de navegació fàcil i major capacitat d'abordatge, ja que tenia un aparell llatí. No obstant això, la seva capacitat limitada de càrrega i la necessitat d'una gran tripulació eren els seus principals inconvenients, que, això no obstant, mai van impedir el seu èxit. Això es deu en bona part a l'evolució tècnica registrada al segle XV i gràcies als múltiples viatges d'exploració de la costa atlàntica africana, substituint definitivament les barques i barineles en les activitats de navegació.
Per a la navegació astronòmica, els portuguesos, com altres europeus, van recórrer a instruments de navegació àrabs com l'astrolabi i el sextant, que alleugereixen i simplifiquen la navegació. N'inventaren d'altres, com el bastó de Jacob per obtenir en alta mar l'altura del sol i d'altres astres.
Però els resultats variaven segons el dia de l'any, cosa que obligava a fer correccions d'acord amb la inclinació del sol en funció del dia. Per això després de 1483 els portuguesos van confeccionar taules d'inclinació del sol impreses a Venècia. Eren instruments molt precisos per a la navegació en alta mar, havent rebut una gran difusió, com altres taules que contenien les correccions necessàries al càlcul a través de l'Estrella Polar.

## Primeres expedicions a l'Atlàntic

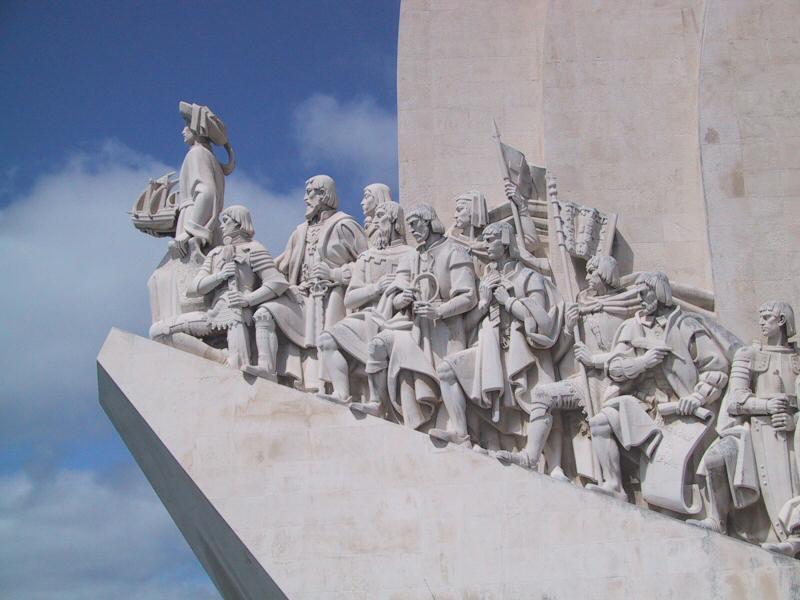
Monument als Descobridors, Lisboa.

### Nord d'Àfrica
Cinc anys després de la conquesta de Ceuta el 1415, l'infant Enric el Navegant va ser nomenat administrador de l'Orde del Temple. Després del desastre de Tànger, el 1437, amb la derrota portuguesa, es va deixar de banda el projecte de conquerir el Marroc.
En el regnat d'Alfons V es van conquerir les següents places: Al-Ksar es-Seghir (1458), Arzila (1471) i Tànger, després que els habitants haguessin fugit per la caiguda d'Arzila. Safi (1508), Mazagan (1513) i Azemmour van ser conquerides ja durant el regnat de Manuel I.
Però la vida dels portuguesos en aquestes ciutats fortificades va ser sempre difícil a causa dels constants atacs dels moros. Els aliments, l'aigua i altres béns necessaris per a la vida quotidiana venien de Portugal o d'Espanya per mar o eren comprats als moros, que en temps de pau es disposaven a comerciar amb els portuguesos.

### L'illa de Madeira
Encara en el regnat de Joan I de Portugal i sota les ordres d'Enric el Navegant es descobreix l'illa de Porto Santo per João Gonçalves Zarco (1418) i més tard l'illa de Madeira per Tristão Vaz Teixeira. Es tracta d'un redescobriment perquè ja hi havia coneixement de l'existència de les illes des del segle xiv, segons revela la cartografia de l'època. Es tractava d'illes deshabitades que, pel seu clima, oferien possibilitats de repoblació portuguesa i reunien condicions per a l'explotació agrícola.
El 1424 s'inicia la colonització de Madeira, adoptant un sistema de capitania. L'infant Enric va decidir plantar a l'illa canya de sucre, rara a Europa, i per això considerada espècie, promovent l'arribada des de Sicília de la primera planta, així com dels mètodes pel seu cultiu. La cultura de la canya i la indústria de producció de sucre es desenvoluparia fins al segle xviii, extraient el suc per ser posteriorment refinat. Més tard, al voltant del segle xvii, la cultura de la canya de sucre seria portada al Brasil, dedicant-se Madeira a la producció de vi.

### Açores
El 1427 tenen lloc els primers contactes amb l'arxipèlag de les Açores per part de Diogo de Silves. Aquell any es descobreix el grup oriental, (São Miguel i Santa Maria). Es va seguir amb el descobriment del grup central (Terceira, Graciosa, São Jorge, Pico i Faial). El 1452, João de Teive descobreix el grup occidental, Flores i Corvo.
Aquest arxipèlag, també deshabitat, reunia condicions per a la colonització. D'aquesta manera, aquí també s'aplicarà el sistema de capitanies i la producció es basava en el sucre, vi, blat i bestiar.

## Exploració d'Àfrica

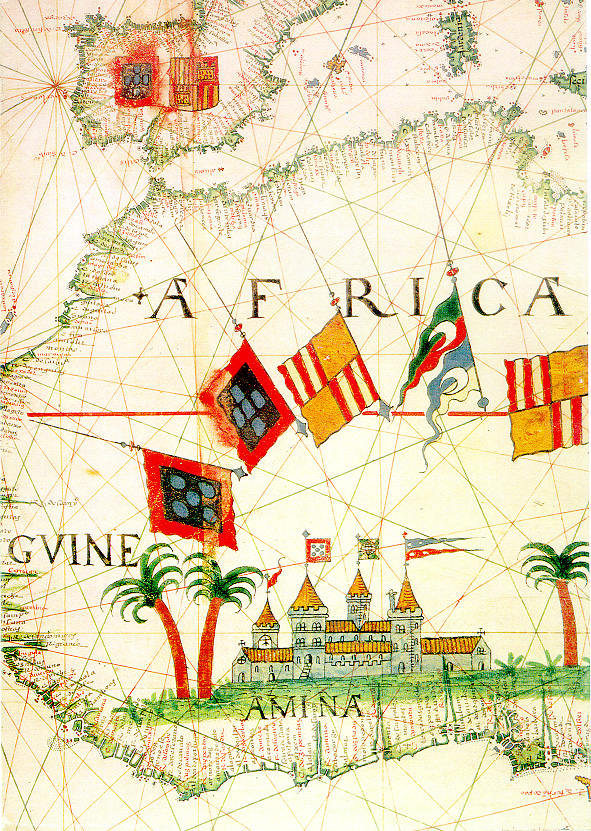
Mapa del seglo XVI de la costa oest africana, golf de Guinea i "Amina"

Durant el regnat d'Eduard I, Gil Eanes passa el cap Bojador el 1434 i descobreix que passat aquest punt és necessari evitar els alisis i l'ús de la vela, entrant a l'interior de l'oceà. Enric el Navegant promou, des de l'Escola de Sagres un nou tipus d'embarcació, la caravel·la, de vela llatina o quadrada i suficientment lleugera i maniobrable que permetia la seva navegació a rem en cas de necessitat, i el descobriment de la costa africana, per iniciativa pròpia i sense intervenció de la corona fins a la seva mort, el 1460.
Posteriorment, durant el regnat d'Alfons, mentre Portugal fracassa en la conquesta de la zona de l'estret, amb la derrota en el setge de Tànger en 1437, el 1441, Nuno Tristão arriba al Cap Blanc. Juntament amb Antão Gonçalves van fer incursions al Río de Oro, d'on va ser obtingut or en pols. A partir de llavors es va generalitzar la convicció que aquesta àrea de la costa africana podria, independentment dels nous avenços, servir per a l'establiment d'una activitat comercial que respongués a les necessitats monetàries que, a Portugal, com a tot Europa es feia sentir.
Amb les visites anuals a la Guinea i Mina per recollir esclaus i or a canvi de teixits i blat adquirits a Madeira o a l'estranger, pujava el valor de la moneda portuguesa. A Lagos va començar a funcionar un dipòsit d'esclaus i productes de Guinea, que passaria a ser conegut com la Casa de la Guinea i, després de la seva transferència a Lisboa el 1482, per Casa de la Guinea i de Mina. Aquesta seria la institució predecessora de la Casa da Índia.
Durant aquests anys seran contínues les noves descobertes de terres per part dels portuguesos. El 1443 Nuno Tristão arriba a Arguin i el 1444 a la Terra dels Negres. Aquell mateix 1444 Dinis Dias descobreix la península de Cap Verd, començant la seva repoblació amb negres portats de Guinea Bissau per tal de conrear cotó. El 1445 António Fernandes descobreix l'arxipèlag dels Bijagós. El 1446 són realitzades diverses expedicions per la Guinea Bissau. El 1455 el Papa Nicolau V dicta una butlla declarant que les noves terres descobertes pertanyen als reis de Portugal. L'any següent arribava a Bristol el primer carregament de sucre procedent de Madeira. El 1458 té lloc la conquesta d'Al-Ksar es-Seghir i el 1459 la capitania de Funchal es lliura a João Gonçalves Zarco. El 1460 Pêro de Sintra arriba a Sierra Leone.
Amb la mort d'Enric el Navegant el 1460 la missió és atribuïda momentàniament al seu nebot, l'infant Ferran. El 1469 Alfons V cedeix, per cinc anys, l'exclusivitat del negoci amb la Guinea a un mercader de Lisboa, Fernando Gomes, mitjançant el pagament anual d'una renda de dos-cents mil reals. Segons João de Barros, aquell «honrat ciutadà de Lisboa» es quedava amb l'obligació de continuar amb els descobriments, ja que l'exclusivitat va ser atorgada amb la «condició que en cadascun dels cinc anys, es descobrissin per la costa cent llegües, de manera que al final de l'arrendament hi hagués 500 llegües descobertes». Aquest avanç terrestre hauria començat des de Sierra Leone, on havien arribat Pedro de Sintra i Soeiro da Costa.
El 1471, al servei de Fernando Gomes, João de Santarém i Pêro Escobar descobreixen la costa septentrional del golf de Guinea, anomenant-la «mina de Ouro», la de Benín, la de Gabon i les illes de São Tomé i Príncipe i Annobón. Les penúltimes serien aprofitades per a la producció de sucre, utilitzant mà d'obra dels esclaus portats d'Angola.
Tant o més que l'adquisició d'or i espècies, el comerç d'esclaus oferia bones perspectives de lucre en aquest període dexploració mercantil de la costa occidental africana. L'antic tràfic d'esclaus guanxes i moros era cada vegada més difícil pels portuguesos. Es canviaven esclaus per draps i altres articles. Sense lluites, eren els mateixos mercaders moros o negres els que venien esclaus als portuguesos, que després revenien als europeus.
Després arribarien altres navegants com Soeiro da Costa, que va donar nom al riu Soeiro; Fernão do Pó, que va descobrir l'illa Formosa i que durant un temps seria coneguda pel nom del seu descobridor; João Vaz Corte-Real que va descobrir Terranova el 1472; i Lopo Gonçalves, que va donar nom a l'actual al cap Lopo Gonçalves, actualment conegut com a cap López i que el 1473 va creuar l'Equador.
El 1474 D. Alfons V lliura al seu fill, Joan II, que tan sols tenia 19 anys, la tasca dels Descobriments per terres africanes. Joan II organitza el primer viatge de Diogo Cão, el qual reconeix tota la costa fins a la regió de Sant Agustí. El 1485 Diogo Cão realitza un segon viatge en què arriba fins a la Serra Parda.
El 1479 se signa el Tractat d'Alcaçovas, que posa fi a la Segona Guerra de Successió castellana, i en el qual es reparteixen la influència marítima a l'Atlàntic entre Espanya i Portugal. Així Portugal tindrà l'hegemonia martítima per sota del paral·lel de La Gomera direcció a les Illes de Cap Verd, donant a Espanya la sobirania de les Illes Canàries, que no es va fer efectiva fins al 1496 amb la conquesta de Tenerife.
El 1482 es construeix la fortalesa de São Jorge da Mina i, l'any següent Diogo Cão arriba al Riu Congo. Un any més tard, Martí de Bohèmia arriba a Portugal. El 1486 es funda un lloc comercial a Nigèria.

## L'enllaç entre l'Atlàntic i Índic
El 1487 Joan II envia Afonso de Paiva i Pêro da Covilhã a la recerca del Preste Joan i d'informacions sobre navegació i comerç a l'oceà Índic. Aquell mateix any Bartolomeu Dias, comandant una expedició de tres caravel·les, arriba al Cap de Bona Esperança, descobrint-se la connexió entre els dos oceans.
El 1492 Abraham Zacuto és expulsat d'Espanya per ser jueu, establint-se a Portugal i portant amb ell les taules astronòmiques que ajudarien als navegadors portuguesos al mar. Després de l'arribada de Cristòfor Colom a Amèrica, es promulguen tres butlles papals, que concedien al regne d'Espanya el domini d'aquestes terres.
Amb vista a això, Joan II aconsegueix una renegociació, però només entre els dos estats, sense intervenció del papa, i el 1494 se signa el Tractat de Tordesillas: el món és dividit en dues àrees d'exploració, la portuguesa i l'espanyola, en funció d'un semi meridià que havia de passar a 370 llegües de les illes Cap Verd.

## Arribada a l'Índia
El 8 de juny de 1497, durant el regnat de Manuel I, salpa de Restelo una expedició dirigida per Vasco da Gama, formada per quatre embarcacions. En aquest viatge s'introdueixen les naus com a mitjà de transport. El 20 de maig de 1498 Vasco da Gama arriba a Calicut, quedant establert el descobriment de la ruta marítima fins a l'Índia.

## Arribada al Brasil
El 1500 salpa una segona expedició cap a l'Índia, comandada per Pedro Álvares Cabral. Era una expedició composta per dotze embarcacions. Però Pedro Álvares Cabral, a l'altura de Cap Verd, es desvia de la ruta en direcció sud-est i l'abril de 1500 arriba a una terra, primer anomenada Ilha de Vera Cruz, més tard Terra de Santa Cruz i finalment Brasil, degut a l'abundància de fusta del Brasil.
Pedro Álvares Cabral arriba a Calcuta el 1501. Algunes discòrdies amb Samorín, fan que Álvares Cabral trenqui les relacions. Així es dirigeix al sud i estableix un lloc comercial a Cochin.
El 1501 s'envia una segona flota al Brasil. El 1514 Jorge Álvares arriba a la Xina. El 1543 Francisco Zeimoto, António Mota i António Peixoto són els primers europeus a arribar al Japó.

## Colonització i Imperi Portuguès

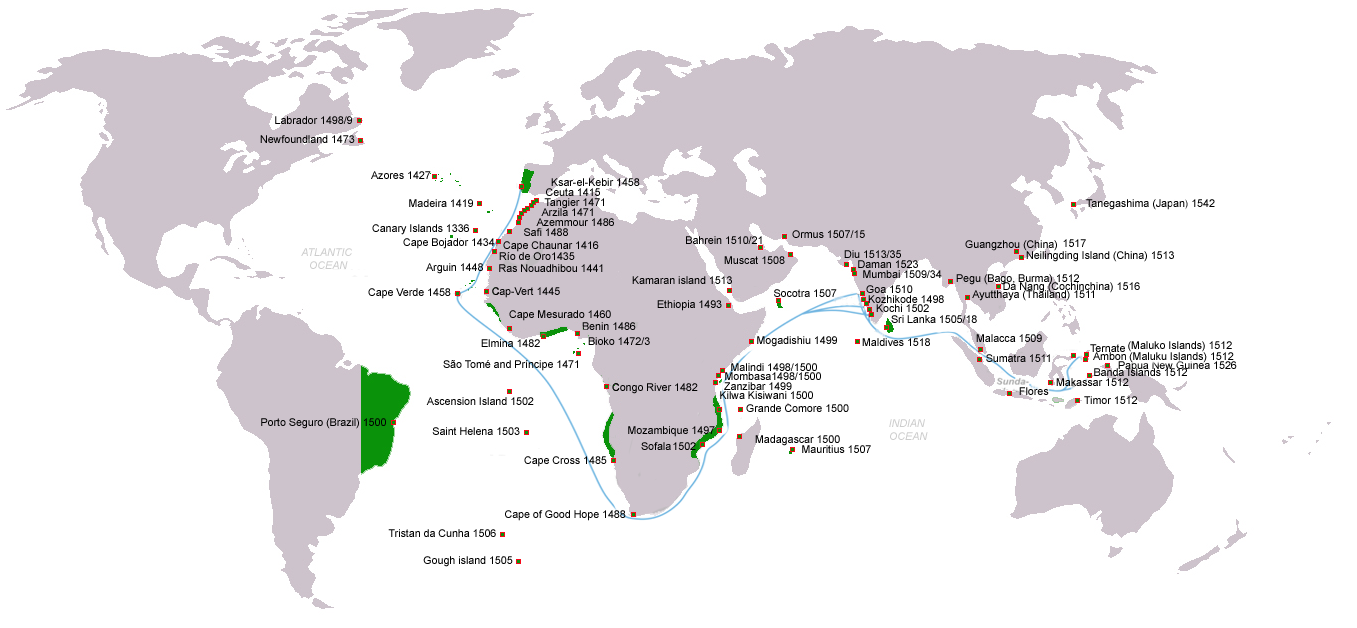
Descobriments i exploracions portugueses: les dates indiquen la primera arribada; en blau les rutes comercials de les espècies portugueses; en verd els territoris de l'Imperi Portuguès sota el regnat de Joan III (1521-1557)

A partir de 1534, durant el regnat de Joan III (1521-1557), s'inicia la colonització del Brasil amb la creació de les primeres capitanies. El 1557 els portuguesos s'instal·len a Macau.